# Joaquim Carlos Carvalho

Bischofswappen von Joaquim Carlos Carvalho

Joaquim Carlos Carvalho OSB (* 20. Juli 1954 in Mineiros) ist ein brasilianischer Ordensgeistlicher und römisch-katholischer Bischof von Jataí.

## Leben
Joaquim Carlos Carvalho studierte Philosophie an der Faculdade Nossa Senhora Medianeira und Theologie am theologischen Institut in São Paulo. Er trat der Ordensgemeinschaft der Benediktiner bei und legte am 11. Februar 1979 die Profess ab. Am 2. Februar 1982 empfing er das Sakrament der Priesterweihe.
Im Benediktinerkloster von Mineiros übernahm er verschiedene Aufgaben. So war er Prior, Novizenmeister und Ökonom. Außerdem leitete er die Ausbildung und die zum Kloster gehörende Zivilbehörde. 1992 absolvierte er ein Zusatzstudium der Psychologie an der Päpstlichen Katholischen Universität von Goiás in Goiânia. Er war Pfarrer der Heilig-Geist-Pfarrei in Mineiros und gehörte im Bistum Jataí dem Priesterrat, dem Konsultorenkollegium sowie dem Diözesanwirtschaftsrat an. Er lehrte Philosophie und einige psychologische Fächer. Bischof Nélio Domingos Zortea ernannte ihn zum Generalvikar des Bistums Jataí. Nach Zorteas Ernennung zum Bischof von Cruz Alta verwaltete er das Bistum Jataí während der Sedisvakanz als Diözesanadministrator.
Papst Franziskus ernannte ihn am 18. November 2023 zum Bischof von Jataí. Der Erzbischof von Goiânia, João Justino de Medeiros Silva, spendete ihm am 27. Januar des folgenden Jahres in der Kathedrale Santa Luzia in Mineiros die Bischofsweihe. Mitkonsekratoren waren der Bischof von Luziânia, Waldemar Passini Dalbello, und der emeritierte Bischof von São Luís de Montes Belos, Carmelo Scampa. Die Amtseinführung in Jataí fand am folgenden Tag statt.